# Psychoneurologisches Internat

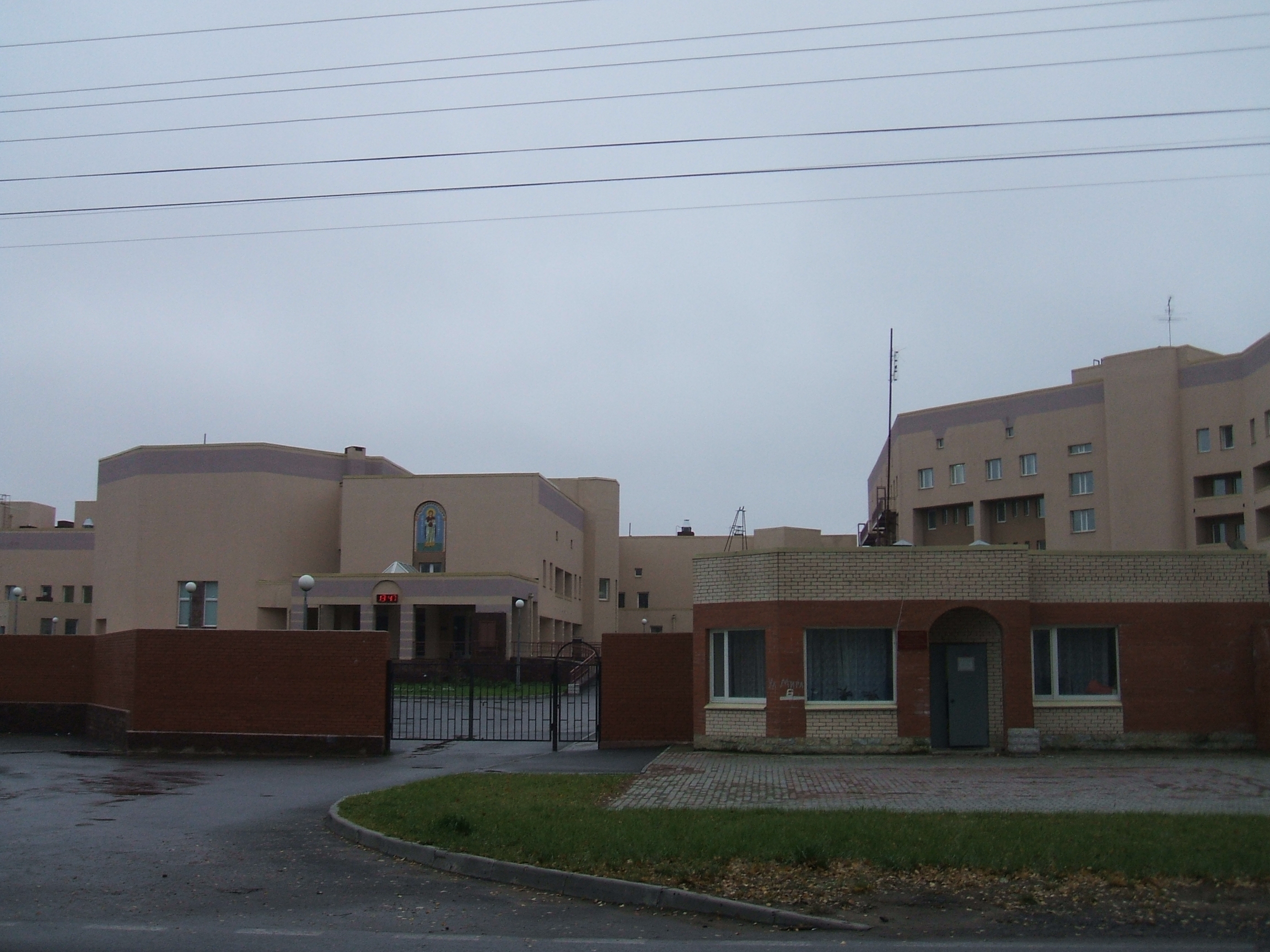
Psychoneurologisches Internat in Selenogorsk (Sankt Petersburg)

Ein psychoneurologisches Internat (abgekürzt: PNI; russ. Психоневрологический интернат, ПНИ) ist eine sozialmedizinische Einrichtung in der Russischen Föderation. Sie dient der vorübergehenden oder dauerhaften Unterbringung von Menschen, die aufgrund einer Behinderung oder einer chronischen psychischen Störung pflege- oder betreuungsbedürftig sind. Der Aufenthalt in einem PNI umfasst alle Lebensbereiche: medizinische Behandlung, Pflege, Sozialbetreuung, Verpflegung sowie Arbeits- und Freizeitgestaltung.

## Geschichte
In der Sowjetzeit wurden Menschen  mit  körperlichen  und geistigen  Behinderungen sowie schwer psychisch Kranke, Alkoholkranke und dementiell erkrankte Menschen, die sich nicht (mehr) allein versorgen können, meist in stationären Einrichtungen untergebracht. Dabei handelte es sich oft um Großeinrichtungen mit bis zu tausend Bewohnern, die meist am Rande der Städte lagen und für die Angehörigen und die übrige Bevölkerung schwer zu erreichen waren. Bei Geburt eines behinderten Kindes, wurde und wird häufig noch immer, den Eltern geraten, es in staatliche Obhut zu geben. Das Kind kam dann zunächst in ein Säuglingsheim, worauf die Unterbringung in einem Kinderheim und mit der Volljährigkeit in ein Psychoneurologisches Internat folgte. Die Bedingungen in den Heimen waren überwiegend nur auf das Allernotwendigste ausgerichtet, die räumlichen Verhältnisse unzureichend und die Betreuung wurde von kaum ausgebildetem und schlecht bezahltem Personal durchgeführt.
Die Entstehung der ersten PNI geht auf einen Erlass Stalins aus den 1940er Jahren zurück, wonach Personen mit physischen und psychischen Beeinträchtigungen vom öffentlichen Leben ausgeschlossen und verbannt werden sollten. In den 1950er und 1960er Jahren erfolgte eine Umwidmung von Pflege- und Altenheimen in PNI. Grund dafür war die gestiegene Anzahl an Fällen psychischer Erkrankungen – u. a. infolge des Zweiten Weltkrieges. Häufig stellte die Unterbringung in einem PNI ein Mittel zur „Beseitigung“ sozialer Probleme durch Marginalisierung dar und führte insgesamt zu einer Ausgrenzung von Menschen mit Behinderungen.
Mit dem Umbruch der 1990er Jahre wurden die unmenschlichen und würdelosen Verhältnisse in den PNI bekannt, sorgten vor allem in der westlichen Presse für Empörung und lösten Hilfsaktionen aus. Neben spontanen Hilfslieferungen, die in den Einrichtungen oft eher zu Passivität und Korruption führten, begannen auch langfristige Kooperationen mit einem Fachkräfteaustausch, Qualifizierung des Personals und Hilfen bei der Finanzierung neuer Initiativen und Projekte.

## Statistik
Im Jahr 2019 gab es in der Russischen Föderation rund 650 PNIs, in denen 155.157 Bewohner untergebracht waren. Der Großteil der Bewohner (112.157) ist formal entmündigt. Im Jahr 2003 handelte es sich bei mehr als der Hälfte der Bewohner (68,9 %) um Personen mit Intelligenzminderung (geistige Behinderungen und diverse Formen von Demenz). Dabei ist die kognitive Beeinträchtigung von Kindern, die aus Betreuungseinrichtungen in PNIs überwiesen werden, in der Regel weniger auf eine tatsächliche Intelligenzminderung als auf Vernachlässigung, unzureichende Bildungs- und Erziehungsmaßnahmen sowie einen Mangel an Rehabilitationsangeboten zurückzuführen.

## Alltagsgestaltung
Die Hauptaufgabe von PNIs besteht in der Unterbringung der Menschen sowie in der Gestaltung ihres Alltages. Die Unterbringungsdauer beträgt in der Regel mindestens 15–20 Jahre. Tatsächlich kommt es aber nur selten zu Entlassungen oder Integration in die Gesellschaft. In zahlreichen Publikationen wurde darauf hingewiesen, dass es in PNIs zu massenhaften Verletzungen von Bürgerrechten kommt und viele Bewohner ihren Alltag unter äußerst widrigen Bedingungen bestreiten müssen.
Die Lebensbedingungen in PNIs waren und sind teilweise immer noch durch Überbelegung, Monotonie und einen Mangel an sinnvollen Beschäftigungen gekennzeichnet. Zur Verbesserung der Situation der Bewohner engagieren sich unterschiedliche NGO. Seit 2007 bestehen dazu neue Finanzierungsmöglichkeiten, wie zum Beispiel die Präsidenten-Grants. Aufgrund der 2010 neu geregelten gesetzlichen Grundlagen haben sozial orientierte NGOs außerdem die Möglichkeit, Förderung aus regionalen Haushalten zu erhalten. Die NGOs setzen sich für einen Paradigmenwechsel im Hinblick auf den gesellschaftlichen Blick auf Menschen mit Behinderungen oder schweren psychischen Beeinträchtigungen ein.
Die Heime verfügen heute über mehr Personal, es gibt mehr Geld für Pädagogen und Hilfen für Familien, die sich entschieden, ihre Kinder zu Hause aufzuziehen. Die Lage von Behinderten habe sich stark verbessert in Russland, gut sei sie aber noch lange nicht.

## Reformen
Durch die allgemeinen gesellschaftlichen Veränderungen in der Russischen Föderation verbessert sich allmählich auch der Umgang mit behinderten Menschen. Die PNIs verfügen über mehr Personal und die Betreuung von Kindern mit einer Behinderung durch die Eltern wird besser unterstützt. Eltern, NGOs und Betreuende setzen sich für die Umsetzung der UN-Behindertenrechtskonvention ein. Russland wirkt im UN-Ausschuss zum Schutz der Rechte von Menschen mit Behinderungen mit und ist dort durch Valery Nikitich Rudkhledev vertreten.
Seit 2004 gibt es Bemühungen zur besseren Vernetzung von Initiativen in der Behindertenhilfe zwischen Belarus, Russland und der Ukraine und westlichen Organisationen.